# CIB Bank
CIB Bank — коммерческий банк в Будапеште. Он был основан в 1979 году. А 1 января 2008 года CIB Bank стал вторым по величине коммерческим банком Венгрии, после слияния с Inter-Európa Bank.

## История
- Банк был основан 9 ноября 1979 года.
- В 1998 году изменилась структура банка, и бывший владелец Intesa Bank (ранее: IntesaBCI) стал единственным владельцем CIB.
- 1 января 2007 года объединены CIB Bank и Inter-Europa Bank, вместе они стали вторым по величине банком Венгрии.